# Saison 8 de Hawaii 5-0
Chronologie
Saison 7 Saison 9
Cet article présente la huitième saison de la série télévisée américaine Hawaii 5-0.

## Distribution

### Acteurs principaux
- Alex O'Loughlin (VF : Alexis Victor) : Commandant Steven « Steve » McGarrett
- Scott Caan (VF : Jérôme Pauwels) : Lieutenant Danny Williams (20 épisodes)
- Chi McBride (VF : Lionel Henry (acteur)) : Capitaine Lou Grover
- Jorge Garcia (VF : Jerome Wiggins) : Jerry Ortega (18 épisodes)
- Meaghan Rath (VF : Pamela Ravassard) : Tani Rey[1]
- Ian Anthony Dale (VF : Bruno Choël) : Adam Noshimuri[1] (à partir de l'épisode 7 - 13 épisodes - sauf épisode 13)
- Beulah Koale (en) : Junior Reigns[1] (à partir de l'épisode 2 - 23 épisodes)
- Taylor Wily (VF : Pascal Vilmen) : Kamekona Tupuola (14 épisodes)
- Dennis Chun (VF : Bertrand Dingé) : Sergent Duke Lukela (11 épisodes)
- Kimee Balmilero (en) (VF : Elsa Bougerie) : Dr Noelani Cunha (13 épisodes)

### Acteurs récurrents
- Andrew Lawrence (VF : Alexis Tomassian) : Eric Russo (4 épisodes)
- Shawn Mokuahi Garnett : Flippa (4 épisodes)
- Christine Ko : Jessie Nomura (épisodes 14 à 19)
- Kunal Sharma : Koa Rey (5 épisodes)

### Invités
- Randy Couture : Jason Duclair (épisode 1)
- Paige Hurd : Samantha Grover (épisode 1)
- Joey Lawrence : Aaron Wright[2] (épisodes 1 et 4)
- Casper Van Dien : Roger Niles (épisode 2)
- Chris Vance : Harry Langford (épisodes 3 et 21)
- Reggie Lee : Joey Kang (épisode 4)
- James Frain : Sebastian Wake (épisode 5)
- Michael Weston : Oliver Mathus (épisode 6)
- Danay Garcia : Elena Sachs (épisode 8)
- Erika Brown : Grace Williams adulte (épisode 10)
- Chosen Jacobs : Will Grover (épisode 13)
- Michelle Hurd : Renee Grover (épisode 13)
- Vincent Pastore : Vito, oncle de Danny[3] (épisodes 15 & 16)
- Robyn Lively : Mme Meech (épisode 16)
- Michael Imperioli : Odell Martin (épisode 17)
- Michelle Borth : Catherine Rollins (épisode 20)
- Alana Boden : Lady Sophie (épisode 21)
- Terry O'Quinn : Joe White (épisode 24)
- Willie Garson : Gerard Hirsch (épisode 24)

## Production
Le 23 mars 2017, CBS renouvelle la série pour une saison 8, le tournage a débuté le 7 juillet 2017 et sa diffusion débute le 29 septembre 2017.
Le 19 mars 2018, il a été annoncé que l'ancien membre principal de la distribution, Michelle Borth serait de retour en tant qu'invité dans le vingtième épisode de la saison.

### Le départ de Daniel Dae Kim et Grace Park
Le 30 juin 2017, le départ de Daniel Dae Kim et de Grace Park est annoncé à la suite des refus de CBS d'augmenter le salaire des deux acteurs. Daniel Dae Kim et Grace Park trouvaient injuste le fait qu'ils étaient moins payés que leurs collègues, Alex O'Loughlin et Scott Caan et demandaient à être payés comme eux.

## Liste des épisodes

### Épisode 1:A'ole e 'olelo mai ana ke ahi ua ana ia
- États-Unis /  Canada : 23 septembre 2017 sur CBS[4] / Global
- Suisse : 4 février 2018 sur RTS Un[5]
- France : 10 février 2018 sur M6
- Belgique : 25 mars 2018 sur RTL-TVI

- États-Unis : 8,64 millions de téléspectateurs[6] (première diffusion)
- Canada : 1,602 million de téléspectateurs[7] (première diffusion + différé 7 jours)

- Andrew Lawrence (Eric Russo)
- Joey Lawrence (Aaron Wright)
- Kekoa Kekumano (Nahele Huikala)
- Randy Couture (Jason Duclair)
- Kunal Sharma (Koa Rey)
- Paige Hurd (Samantha Grover)

- Le pseudonyme utilisé par le Hacker pour passer la frontière, Mick St John, est un clin d'œil à la série Moonlight dont le personnage principal était interprété par Alex O'Loughlin.
- À partir de cet épisode, les acteurs Dennis Chun, Taylor Wily et Kimee Balmiro (en) (interprètes de Duke Lukela, Kamekona Tupuola et Noelani Cunha) sont crédités comme principaux, jusque-là crédités en tant que récurrents.
- Première apparition de Meaghan Rath l'interprète de Tani Rey.

### Épisode 2:Na La 'Ilio
- États-Unis /  Canada : 6 octobre 2017 sur CBS / Global
- Suisse : 4 février 2018 sur RTS Un
- France : 17 février 2018 sur M6
- Belgique : 25 mars 2018 sur RTL-TVI

- États-Unis : 8,53 millions de téléspectateurs[8] (première diffusion)
- Canada : 1,447 million de téléspectateurs[9] (première diffusion + différé 7 jours)

- Alisa Allapach (Kiana Solice)
- Bob McCracken (Agent de la DEA Chris Reid)
- Casper Van Dien (Roger Niles)
- Stephen Oyoung (Paul Lazio)

- Première apparition de Beulah Koale (en), l'interprète de Junior Reigns.

### Épisode 3:Kau pahi, ko'u kua. Kau pu, ko'u po'o
- États-Unis /  Canada : 13 octobre 2017 sur CBS / Global
- Suisse : 11 février 2018 sur RTS Un
- France : 17 février 2018 sur M6
- Belgique : 25 mars 2018 sur RTL-TVI

- États-Unis : 8,51 millions de téléspectateurs[10] (première diffusion)
- Canada : 1,462 million de téléspectateurs[11] (première diffusion + différé 7 jours)

- Chris Vance (Harry Langford)
- Derek Mio (Derk Okada)
- Steven Brand (John Walcott)

### Épisode 4:E uhi wale no 'a'ole e nalo, he imu puhi
- États-Unis /  Canada : 20 octobre 2017 sur CBS / Global
- Suisse : 11 février 2018 sur RTS Un
- France : 24 février 2018 sur M6
- Belgique : 1er avril 2018 sur RTL-TVI

- États-Unis : 8,67 millions de téléspectateurs[12] (première diffusion)
- Canada : 1,366 million de téléspectateurs[13] (première diffusion + différé 7 jours)

- Joey Lawrence (Aaron Wright)
- Kekoa Kekumano (Nahele)
- Leonardo Nam (Harley Taylor)
- Reggie Lee (Joey Kang)
- Shawn Mokuahi Garnett (Flippa)

- Scott Caan l'interprète de Danny Williams n'est pas présent dans cet épisode.

### Épisode 5:Kama'oma'o, ka 'aina huli hana
- États-Unis /  Canada : 3 novembre 2017 sur CBS / Global
- Suisse : 18 février 2018 sur RTS Un
- France : 24 février 2018 sur M6
- Belgique : 1er avril 2018 sur RTL-TVI

- États-Unis : 8,63 millions de téléspectateurs[14] (première diffusion)
- Canada : 1,444 million de téléspectateurs[15] (première diffusion + différé 7 jours)

- James Frain (Sebastian Wake)
- Andrew Lawrence (Eric Russo)
- Claire Forlani (Alicia Brown)
- Vivan Dugré (Hannah Bell)

### Épisode 6:Mohala I Ka Wai Ka Maka O Ka Pua
- États-Unis /  Canada : 10 novembre 2017 sur CBS / Global
- Suisse : 18 février 2018 sur RTS Un
- France : 24 février 2018 sur M6
- Belgique : 8 avril 2018 sur RTL-TVI

- États-Unis : 9,21 millions de téléspectateurs[16] (première diffusion)
- Canada : 1,411 million de téléspectateurs[17] (première diffusion + différé 7 jours)

- Michael Weston (Oliver Mathus)
- Jolene Purdy (Chloe Gordon)
- Duane Chapman (Dog the bounty Hunter)
- Claire Forlani (Alicia Brown)
- Rayford Sewell (Todd Barris)
- Colin Owens (James)

### Épisode 7:Kau Ka ‘Onohi Ali’i I Luna
- États-Unis /  Canada : 17 novembre 2017 sur CBS / Global
- Suisse : 25 février 2018 sur RTS Un
- France : 3 mars 2018 sur M6
- Belgique : 8 avril 2018 sur RTL-TVI

- États-Unis : 9,17 millions de téléspectateurs[18] (première diffusion)
- Canada : 1,33 million de téléspectateurs[19] (première diffusion + différé 7 jours)

- Scott Caan l'interprète de Danny Williams n'apparaît pas dans cet épisode.
- Ian Anthony Dale l'interprète de Adam Noshimuri, intègre la distribution principale, jusque là crédité comme récurrent.

### Épisode 8:He Kaha Lu'u Ke Ala, Mai Ho'okolo Aku
- États-Unis /  Canada : 1er décembre 2017 sur CBS / Global
- Suisse : 25 février 2018 sur RTS Un
- France : 3 mars 2018 sur M6
- Belgique : 15 avril 2018 sur RTL-TVI

- États-Unis : 8,56 millions de téléspectateurs[20] (première diffusion)
- Canada : 1,403 million de téléspectateurs[21] (première diffusion + différé 7 jours)

- Danay Garcia : Elena Sachs
- Ricardo Antonio Chavira : Agent Callaghan

### Épisode 9:Make Me Kai
- États-Unis /  Canada : 8 décembre 2017 sur CBS / Global
- Suisse : 4 mars 2018 sur RTS Un
- France : 10 mars 2018 sur M6
- Belgique : 15 avril 2018 sur RTL-TVI

- États-Unis : 9,07 millions de téléspectateurs[22] (première diffusion)
- Canada : 1,424 million de téléspectateurs[23] (première diffusion + différé 7 jours)

### Épisode 10:I Ka Wa Ma Mua, I Ka Wa Ma Hope
- États-Unis /  Canada : 15 décembre 2017 sur CBS / Global
- Suisse : 4 mars 2018 sur RTS Un
- France : 10 mars 2018 sur M6
- Belgique : 22 avril 2018 sur RTL-TVI

- États-Unis : 8,48 millions de téléspectateurs[24] (première diffusion)
- Canada : 1,404 million de téléspectateurs[25] (première diffusion + différé 7 jours)

### Épisode 11:Oni Kalalea Ke Ku A Ka La'au Loa
- États-Unis /  Canada : 15 décembre 2017 sur CBS / Global
- Suisse : 9 mars 2018 sur RTS Deux
- France : 17 mars 2018 sur M6
- Belgique : 22 avril 2018 sur RTL-TVI

- États-Unis : 7,71 millions de téléspectateurs[24] (première diffusion)
- Canada : 1,430 million de téléspectateurs[25] (première diffusion + différé 7 jours)

### Épisode 12:Ka Hopu Nui 'Ana
- États-Unis /  Canada : 5 janvier 2018 sur CBS / Global
- Suisse : 9 mars 2018 sur RTS Deux
- France : 17 mars 2018 sur M6
- Belgique : 29 avril 2018 sur RTL-TVI

- États-Unis : 9,96 millions de téléspectateurs[26] (première diffusion)
- Canada : 1,386 million de téléspectateurs[27] (première diffusion + différé 7 jours)

### Épisode 13:O Ka Mea Ua Hala, Ua Hala Ia
- États-Unis /  Canada : 12 janvier 2018 sur CBS / Global
- Suisse : 16 mars 2018 sur RTS Deux
- France : 24 mars 2018 sur M6
- Belgique : 29 avril 2018 sur RTL-TVI

- États-Unis : 9,38 millions de téléspectateurs[28] (première diffusion)
- Canada : 1,625 million de téléspectateurs[29] (première diffusion + différé 7 jours)

### Épisode 14:Na Keiki A Kalaihaohia
- États-Unis /  Canada : 19 janvier 2018 sur CBS / Global
- Suisse : 16 mars 2018 sur RTS Deux
- France : 24 mars 2018 sur M6
- Belgique : 6 mai 2018 sur RTL-TVI

- États-Unis : 9,14 millions de téléspectateurs[30] (première diffusion)
- Canada : 1,546 million de téléspectateurs[31] (première diffusion + différé 7 jours)

### Épisode 15:He puko'a kani 'aina
- États-Unis /  Canada : 2 février 2018 sur CBS / Global
- France : 31 mars 2018 sur M6
- Suisse : 4 mai 2018 sur RTS Deux
- Belgique : 6 mai 2018 sur RTL-TVI

- États-Unis : 8,56 millions de téléspectateurs[32] (première diffusion)
- Canada : 1,376 million de téléspectateurs[33] (première diffusion + différé 7 jours)

### Épisode 16:O Na Hoku O Ka Lani Ka I 'Ike Ia Pae
- États-Unis /  Canada : 2 mars 2018 sur CBS / Global
- Suisse : 4 mai 2018 sur RTS Deux
- France : 5 mai 2018 sur M6
- Belgique : 13 mai 2018 sur RTL-TVI

- États-Unis : 8,00 millions de téléspectateurs[34] (première diffusion)
- Canada : 1,52 million de téléspectateurs[35] (première diffusion + différé 7 jours)

### Épisode 17:Holapu Ke Ahi, Koe Iho Ka Lehu
- États-Unis /  Canada : 9 mars 2018 sur CBS / Global
- Suisse : 4 mai 2018 sur RTS Deux
- France : 5 mai 2018 sur M6
- Belgique : 13 mai 2018 sur RTL-TVI

- États-Unis : 7,68 millions de téléspectateurs[36] (première diffusion)
- Canada : 1,335 million de téléspectateurs[37] (première diffusion + différé 7 jours)

### Épisode 18:E Ho'Oko Kuleana
- États-Unis /  Canada : 30 mars 2018 sur CBS / Global
- Suisse : 11 mai 2018 sur RTS Deux
- France : 12 mai 2018 sur M6
- Belgique : 20 mai 2018 sur RTL-TVI

- États-Unis : 7,80 millions de téléspectateurs[38] (première diffusion)
- Canada : 1,341 million de téléspectateurs[39] (première diffusion + différé 7 jours)

### Épisode 19:Aohe Mea Make I Ka Hewa; Make No I Ka Mihi Ole
- États-Unis /  Canada : 6 avril 2018 sur CBS / Global
- Suisse : 11 mai 2018 sur RTS Deux
- France : 12 mai 2018 sur M6
- Belgique : 20 mai 2018 sur RTL-TVI

- États-Unis : 7,97 millions de téléspectateurs[40] (première diffusion)
- Canada : 1,47 million de téléspectateurs[41] (première diffusion + différé 7 jours)

### Épisode 20:He Lokomaika’I Ka Manu O Kaiona
- États-Unis /  Canada : 13 avril 2018 sur CBS / Global
- Suisse : 18 mai 2018 sur RTS Deux
- France : 19 mai 2018 sur M6
- Belgique : 27 mai 2018 sur RTL-TVI

- États-Unis : 7,48 millions de téléspectateurs[42] (première diffusion)
- Canada : 1,214 million de téléspectateurs[43] (première diffusion + différé 7 jours)

### Épisode 21:Ahuwale Ka Nane Huna
- États-Unis /  Canada : 20 avril 2018 sur CBS / Global
- Suisse : 18 mai 2018 sur RTS Deux
- France : 26 mai 2018 sur M6
- Belgique : 27 mai 2018 sur RTL-TVI

- États-Unis : 7,52 millions de téléspectateurs[44] (première diffusion)
- Canada : 1,386 million de téléspectateurs[45] (première diffusion + différé 7 jours)

### Épisode 22:Kopi Wale No I Ka I'a A 'Eu No Ka Ilo
- États-Unis /  Canada : 27 avril 2018 sur CBS / Global
- Suisse : 25 mai 2018 sur RTS Deux
- France : 26 mai 2018 sur M6
- Belgique : 3 juin 2018 sur RTL-TVI

- États-Unis : 7,79 millions de téléspectateurs[46] (première diffusion)
- Canada : 1,311 million de téléspectateurs[47] (première diffusion + différé 7 jours)

### Épisode 23:Ka Hana A Ka Makua, O Ka Hana No Ia A Keiki
- États-Unis /  Canada : 4 mai 2018 sur CBS / Global
- Suisse : 25 mai 2018 sur RTS Deux
- France : 2 juin 2018 sur M6
- Belgique : 3 juin 2018 sur RTL-TVI

- États-Unis : 7,04 millions de téléspectateurs[48] (première diffusion)
- Canada : 1,207 million de téléspectateurs[49] (première diffusion + différé 7 jours)

### Épisode 24:Ka Lala Kaukonakona Haki 'Ole I Ka Pa A Ka Makani Kona
- États-Unis /  Canada : 11 mai 2018 sur CBS / Global
- Suisse : 1er juin 2018 sur RTS Deux
- France : 2 juin 2018 sur M6
- Belgique : 10 juin 2018 sur RTL-TVI

- États-Unis : 7,09 millions de téléspectateurs[50] (première diffusion)
- Canada : 1,267 million de téléspectateurs[51] (première diffusion + différé 7 jours)

### Épisode 25:Waiho Wale Kahiko
- États-Unis /  Canada : 18 mai 2018 sur CBS / Global
- Suisse : 1er juin 2018 sur RTS Deux
- France : 9 juin 2018 sur M6
- Belgique : 10 juin 2018 sur RTL-TVI

- États-Unis : 6,62 millions de téléspectateurs[52] (première diffusion)
- Canada : 1,293 million de téléspectateurs[53] (première diffusion + différé 7 jours)